# Confrontation (album)
Pour les articles homonymes, voir Confrontation.
Albums de Bob Marley and the Wailers
Uprising
(1980) Legend
(1984)
Confrontation est un album posthume de Bob Marley and the Wailers, sorti en 1983, deux ans après le décès de Bob Marley.
Il est composé pour moitié de chansons enregistrées entre le retour des Wailers du Zimbabwe (en avril 1980) et le début du Uprising Tour (le 30 mai 1980 à Zurich). Ces morceaux étaient destinés à un album qui aurait constitué la dernière partie de la trilogie initiée par Survival et Uprising, mais que Bob n'eut jamais le temps de finir. Cependant il avait déjà choisi le titre de ce troisième opus. Les morceaux furent donc complétés avec des titres plus anciens :
- I Know avait été enregistré en septembre 1975, pendant les sessions de Rastaman Vibration. Sur son lit de mort, Bob demanda à Aston Barrett d'en faire un single. « Family Man » le remixa et le sortit peu de temps après le décès du chanteur ;
- Rastaman Live Up et Blackman Redemption avaient été enregistrés en janvier 1979, mais Bob n'en était pas satisfait. Il les avait donc réenregistrés en juin en remplaçant aux chœurs les I Threes par les Meditations (ces sessions furent produites par Lee Perry). Ce sont ces dernières versions qu'il sortit en single la même année. Curieusement, ce sont pourtant les premières versions (avec les I Threes) qui figurent sur Confrontation ;
- Mix Up Mix Up, avait été enregistré en juin 1979, mais jamais édité car le morceau était loin d'être abouti ;
- Give Thanks and Praises avait été enregistré en janvier 1980, pendant les sessions d'Uprising. Il n'avait finalement pas été placé dans l'album.

Le manque d'unité musicale et thématique de l'album est dû à ce mélange d'époques.
À sa sortie, l'album fut peu apprécié par les fans et les critiques, qui le trouvèrent faible. Il fit pourtant de bonnes ventes, notamment grâce au single Buffalo Soldier qui en fut extrait (il s'en vendra 330 000 exemplaires sur le territoire français). Celui-ci devint vite un classique de Bob Marley pour une génération trop jeune pour avoir connu les années 70.

## Titres
| 1.  | Chant Down Babylon      | Marley                                   |                    | 2:36 |
| 2.  | Buffalo Soldier         | Bob Marley/Noel « King Sporty » Williams |                    | 4:17 |
| 3.  | Jump Nyabinghi          | Marley                                   |                    | 3:43 |
| 4.  | Mix Up, Mix Up          | Marley                                   | Survival           | 5:02 |
| 5.  | Give Thanks and Praises | Marley                                   | Uprising           | 3:16 |
| 6.  | Blackman Redemption     | Bob Marley/Lee Perry                     | Survival           | 3:32 |
| 7.  | Trench Town             | Marley                                   |                    | 3:12 |
| 8.  | Stiff Necked Fools      | Marley                                   |                    | 3:25 |
| 9.  | I Know                  | Marley                                   | Rastaman Vibration | 3:20 |
| 10. | Rastaman Live Up        | Bob Marley/Lee Perry                     | Survival           | 5:27 |

Les morceaux Babylon Feel This One et She Used To Call Me Dada, enregistrés en 1979 ou 1980 avec des musiciens des Douze Tribus d'Israël, ne figurent pas dans l'album.

## Musiciens
- Voix, guitare - Bob Marley
- Voix - I Threes (Rita Marley, Judy Mowatt, Marcia Griffiths)
- Basse - Aston « Family Man » Barrett
- Batterie - Carlton « Carlie » Barrett, Carlton « Santa » Davis sur Chant Down Babylon
- Guitare et voix- Junior Marvin
- Guitare - Al Anderson, Earl « Chinna » Smith sur I Know
- Clavier et voix - Tyrone Downie
- Clavier - Earl « Wya » Lindo, Bernard « Touter » Harvey
- Saxophone tenor - Glen Da Costa
- Trombone - Ronald « Nambo » Robinson
- Trompette - David Madden
- Percussions - Alvin « Seeco » Patterson

## Classements
| Pays                          | Meilleure place |
| ----------------------------- | --------------- |
| Royaume-Uni (UK Albums Chart) | 5               |
| France (IFOP)                 | 5               |
| Allemagne (Media Control AG)  | 31              |
| Autriche (Ö3 Austria Top 40)  | 9               |
| Pays-Bas (Mega Album Top 100) | 26              |
| Suède (Sverigetopplistan)     | 16              |
| Norvège (VG-lista)            | 12              |
| Nouvelle-Zélande (RIANZ)      | 6               |

## Certifications
| Pays       | Certifications | Ventes certifiées |
| ---------- | -------------- | ----------------- |
| France     | Or             | 100 000           |
| États-Unis | Or             | 500 000           |

## Anecdote
- Le nom de la chanson Burn Down Babylon fut changé en celui - moins effrayant - de Chant Down Babylon sur la pochette de l'album.
- La double-page centrale de l'album est constituée d'une peinture de la Bataille d'Adoua, qui fut garante de l'autonomie de l'Éthiopie, face aux velléités de l'Italie en 1896.